# Christian Heydecker
Christian Heydecker (* 6. März 1964, heimatberechtigt in Heimiswil BE, wohnhaft in Schaffhausen) ist ein Schweizer Politiker (FDP).

## Biografie
Heydecker wuchs in Beringen SH auf. Er besuchte bis 1984 die Kantonsschule Schaffhausen und begann danach ein Studium der Rechtswissenschaften an der Universität Zürich, welches er 1990 mit dem Lizenziat abschloss. 1991 absolvierte er ein Trainee-Programm für Hochschulabsolventen bei der Credit Suisse und machte 1992 ein Praktikum beim Kantonsgericht Schaffhausen, wo er danach bis 1995 als Gerichtsschreiber arbeitete. 1995 trat Heydecker eine Stelle in einer Anwaltskanzlei an. Seit 2000 ist er dort Partner.
Heydecker ist verheiratet und hat keine Kinder.

## Politik
Heydecker war von 1997 bis 1999 Gemeinderat von Barzheim und hatte das Bau- und Entsorgungsreferat inne. Während dieser Zeit war er auch ausserparlamentarisches Mitglied der Verfassungskommission der Gemeinde. 1999 wurde er zum Parteipräsidenten der FDP Kanton Schaffhausen gewählt. Von 2001 bis einschliesslich 2024 war Heydecker Mitglied des Schaffhauser Kantonsrates, den er 2011 präsidierte. Bei den Wahlen am 22. September 2024 wurde er abgewählt. Von 2001 bis 2008 war er Mitglied der Geschäftsprüfungskommission des Kantonrates.
2009 trat Heydecker als Präsident der Kantonalpartei zurück. Bei den Parlamentswahlen 2011 wollte er den Ständeratssitz des zurückgetretenen Peter Briner für die FDP verteidigen. Allerdings unterlag er im zweiten Wahlgang dem parteilosen Thomas Minder. Das bedeutete, dass die FDP zum ersten Mal seit 80 Jahren keinen Schaffhauser Ständerat mehr stellte.